# NGC 217
NGC 217 este o galaxie spirală, posibil galaxie lenticulară, situată în constelația Balena, membră a grupului NGC 151 (care cuprinde galaxiile NGC 217, NGC 151, MCG -2-2-30 și MCG -2-2-38). A fost descoperită în 28 noiembrie 1785 de către William Herschel. De asemenea, a fost observată încă o dată în 14 decembrie 1830 de către John Herschel.